# Raben stapeln
Raben stapeln mit Schnabelgrün ist ein Kinderspiel und Kinderspielzeug der deutschen  Spieleautoren Paul Kappler und Johann Rüttinger, das 2014 bei deren Spieleverlag Drei Hasen in der Abendsonne erschienen ist. Es wurde im gleichen Jahr mit dem Sonderpreis Kleinkinderspiele zum Spiel der Spiele des Österreichischen Spielepreises ausgezeichnet. Das Spiel kann in verschiedenen Varianten gespielt werden und dauert etwa 15 bis 20 Minuten pro Runde, es ist ausgelegt für einen bis vier Spieler ab vier Jahren und kann auch zum freien Spiel mit dem Spielmaterial genutzt werden.

## Thema und Ausstattung
Bei dem Spiel handelt es sich um ein Geschicklichkeitsspiel, bei dem Holzfiguren verschiedener Art gestapelt werden sollen, ohne dass der entstandene Aufbau zusammenbricht. Es ähnelt im Grundsatz anderen Spielen wie etwa dem Bausack von Klaus Zoch. Anders als dieses, das sich an ältere Kinder und Familien richtet, sind beim Raben Stapeln weniger verschiedene Formen enthalten, die sich in ihrer Gestaltung an jüngere Kinder richten. Dabei gibt es 7 Rabenfiguren, die den Raben „Schnabelgrün“ darstellen, je 6 vier- und fünfzackige Sterne und 6 Holzscheiben sowie einen sechsseitigen Farbwürfel. Alle Bestandteile des Spiels sind aus farbig lackiertem Holz. Das Spiel enthält zudem eine Spielregel mit vier Spielen, die mit dem Material gespielt werden können. Diese sind teilweise für das kooperative und gemeinsame Spiel und teilweise für ein kompetitives Spiel ausgelegt.

## Spielweise
Raben stapeln kann auf verschiedene Weisen gespielt werden. Die Bausteine selbst laden bereits zum freien Spiel ein, in dem sie wie klassische Bausteine zu Türmen und anderen Bauwerken aufgebaut werden können. Zu dem Spiel gibt es zudem eine Spielanleitung, die das geregelte Spiel in vier Varianten vorgibt:
Bunter Farbenturm
Für diese Spielvariante werden alle Sterne und Scheiben sowie der Farbwürfel benötigt. Die Bausteine werden in die Tischmitt gelegt und lassen Platz für einen Turm. Die Mitspieler würfeln reihum, beginnend mit einem Startspieler (nach den Regeln der jüngste Mitspieler). Sie nehmen jeweils einen Stern oder eine Scheibe der entsprechend gewürfelten Farbe und bauen mit diesen in der Tischmitte einen Turm aus liegenden Bausteinen auf. Würfelt der Spieler eine Farbe, von der kein Teil mehr vorhanden ist, darf er den Wurf zwei Mal wiederholen und falls er weiterhin keinen Stein nehmen kann, setzt er für die aktuelle Runde aus und gibt den Würfel weiter.
Der Turm wird gebaut, bis alle Teile verbraucht sind. Fällt er um, wird erneut begonnen. Sobald der Turm fertig gestellt ist, haben alle Mitspieler gemeinsam gewonnen.
Sechsfarbenturm
Auch für diese Variante werden nur die farbigen Sterne und Scheiben benötigt, die Rabenfiguren werden daneben aufgestellt. Die Mitspieler würfeln auch hier reihumund nehmen jeweils einen Stern oder eine Scheibe der entsprechend gewürfelten Farbe. Diese legen sie allerdings als Grundstein eines eigenen Turms jeweils vor sich ab und sie versuchen nun, jeweils einen Turm mit je einem Baustein jeder der sechs Farben vor sich aufzubauen. Würfelt ein Spieler eine Farbe, die er bereits in seinem Turm hat, darf er den Wurf zwei Mal wiederholen und muss danach den Würfel weiterreichen.
Hat ein Spieler seinen Turm mit sechs Farben vollendet, muss er noch einmal „grün“ werfen und darf dann einen der Raben auf den Turm stellen. Der Spieler, dem dies zuerst gelingt, hat das Spiel gewonnen.
Regenbogenturm
Für den Regenbogenturm werden alle Bausteine verwendet und entsprechend in die Tischmitte gelegt. Es wird reihum beginnend mit einem Startspieler gewürfelt. Dabei soll ein vor jedem Spieler ein Turm entstehen, der die Farbreihenfolge eines Regenbogens hat - auf die Bausteine bezogen bedeutet dies die Reihenfolge:
Blau - Rosa - Rot - Orange - Gelb - Grün - Blau - …
Dabei darf jeder Spieler jeweils drei Mal würfeln und bis zu drei Sterne oder Scheiben auf den Turm ablegen, wenn die gewürfelte Farbe zur vorgegebenen Reihenfolge passt. Der erste Baustein kann dabei eine beliebige Farbe haben, alle folgenden müssen jeweils die Folgefarbe haben. Würfelt ein Spieler mit drei Würfen keine passende Farbe, muss er den Würfel weiterreichen.
Wenn es einem Spieler gelingt, einen Turm mit sechs passenden aufeinanderfolgenden Farben zu stapeln, bekommt er einen Raben und gibt die Bausteine zurück in die Tischmitte. Wer zuerst drei Türme gebaut und damit drei Raben gewonnen hat, gewinnt das Spiel.
Rabelino-Stapelino
Rabelino-Stapelino richtet sich an größere Kinder und Familien. Bei dieser Spielvariante soll aus allen Bausteinen ein Stapel aus Raben, Sternen und Scheiben aufgebaut werden. Zu Beginn wählt ein Mitspieler, meist der jüngste, mit verschlossenen Augen vier Bausteine aus, die das Fundament für den Stapel bilden sollen. Sie werden stehend nebeneinander aufgestellt und bleiben die einzigen Bausteine, die den Tisch berühren dürfen. Die Spieler würfeln jeweils einmal und wählen einen Baustein der gewürfelten Farbe, den sie stehend in den Stapel verbauen müssen. Würfeln sie eine Farbe, die auch bei Raben vorkommt (grün, rot und gelb), dürfen sie statt eines einfarbigen Bausteins auch eine Rabenfigur nehmen und einbauen. Würfelt ein Spieler eine Farbe, die nicht mehr vorhanden ist, muss er den Würfel weiterreichen.
Das Spiel endet, wenn der Stapel einbricht, in dem Fall hat der Spieler, der dies verursacht hat, verloren. Bleibt der Stapel stehen und alle Bausteine wurden genutzt, haben alle Spieler gemeinsam gewonnen.

## Veröffentlichung und Rezeption
Das Spiel Raben stapeln mit Schnabelgrün wurde von Paul Kappler gemeinsam mit seinem Vater Johann Rüttinger entwickelt und erschien zur Nürnberger Spielwarenmesse 2014 in dessen Spieleverlag Drei Hasen in der Abendsonne. Es erschien dabei in der Serie „… mit Schnabelgrün“, in der seit 2012 mit dem Klatsch-Memo, Beeren klau’n und Die verrückte Vogelscheuche drei weitere Titel im Verlag erschienen sind.
Das Spiel wurde im Erscheinungsjahr 2014 mit dem Sonderpreis Kleinkinderspiele zum Spiel der Spiele des Österreichischen Spielepreises ausgezeichnet.

## Belege
1. 1 2 3 4 5 6 7 8 9  Spieleanleitung Raben stapeln mit Schnabelgrün, Drei Hasen in der Abendsonne 2014
2. ↑  Raben stapeln mit Schnabelgrün, Versionen bei BoardGameGeek. Abgerufen am 29. September 2019.
3. ↑  Die ausgezeichneten Spiele 2014. In: spielepreis.at. Wiener Spiele Akademie, 30. Juni 2014, abgerufen am 29. September 2019.